# لازاریوو
لازاریوو (به لاتین: Lazarivo) یک منطقهٔ مسکونی در ماداگاسکار است که در بخش بتیوکی-آتسیمو واقع شده‌است. لازاریوو ۱۷٬۰۰۰ نفر جمعیت دارد و ۴۸۱ متر بالاتر از سطح دریا واقع شده‌است.